# Suzanne Cryer
Suzanne Rossell Cryer (* 13. Januar 1967 in Rochester, New York) ist eine US-amerikanische Schauspielerin. Sie ist vorwiegend durch ihre Rollen in international ausgestrahlten Fernsehserien bekannt.

## Leben und Karriere

### Kindheit, Jugend, Schulausbildung und Karrierebeginn
Suzanne Cryer wurde am 13. Januar 1967 unweit der kanadische Grenze in der Großstadt Rochester im US-Bundesstaat New York geboren, wo sie auch einen Teil ihrer Kindheit verbrachte, jedoch hauptsächlich im Nachbarbundesstaat Connecticut aufwuchs. Hier absolvierte sie unter anderem auch die Greenwich High School, eine öffentliche High School in Greenwich, rund 400 Kilometer Luftlinie von ihrem Geburtsort Rochester entfernt. In weiterer Folge besuchte sie ab 1985 die renommierte Yale University in New Haven, Connecticut, die sie 1988 mit einem Bachelor in englischer Literatur abschloss. Nach ihrem Hochschulabschluss verblieb sie in New Haven, wo sie bis einschließlich 2004 einen offiziellen Wohnsitz hatte, und besuchte die auf demselben Campus liegende Yale School of Drama, von der sie im Jahre 1995, nachdem sie bereits mehrfach auf lokalen Bühnen, sowie im Film und Fernsehen, aufgetreten war, mit einem Master of Fine Arts abging. Während dieser Zeit spielte sie im Jahr 1994 auch einen Sommer lang am Utah Shakespeare Festival, dabei unter anderem als Rosalind in Wie es euch gefällt und als Anne in Richard III., wo sie auf einige bekannte Schauspieler, darunter auch Gary Armagnac, Tyler Layton oder Tobin Atkinson, traf. Nach ihrem Abschluss trat sie auf diversen Bühnen an der Ostküste auf, darunter an der Hartford Stage in Hartford, Connecticut, im Stück Die Nebenbuhler des irischen Dramatikers Richard Brinsley Sheridan oder, auch unweit ihrer Geburtsstadt, in Baltimore auf der Center Stage, dem Staatstheater von Massachusetts, in Don Juan. Zu ihrem Abschlussjahrgang 1995 zählen unter anderem Schauspieler wie Stephen DeRosa oder Sanaa Lathan, sowie der mit einem Oscar ausgezeichnete Filmschaffende Tom McCarthy, Bühnenautorin Melissa James Gibson oder Filmkritiker Charles McNulty.
Die Kritiker konnte sie vor allem durch ihre Rolle der Lisa Morrison im für einen Pulitzer-Preis im Theater nominierten Stück Collected Stories von Donald Margulies überzeugen. Im Stück, das seine Premiere im Jahr 1996 am South Coast Repertory feierte, hatte sie neben der bereits erfahreneren Schauspielerin Kandis Chappell eine der beiden Hauptrollen inne. Das Stück wurde in weiterer Folge am Off-Broadway und ab 2010 auch am Broadway aufgeführt und erhielt im Laufe der Jahre diverse Auszeichnungen. Parallel dazu kam Cryer noch während des Studiums zu ersten Einsätzen in Filmen und Fernsehserien. So sah man sie unter anderem im Jahr 1992 im 55-minütigen Kurzfilm Vaudeville ihres Kommilitonen Ira Sachs, sowie in einer Episode von Law & Order. Weiters kam sie in den 1990ern auch in einer Hauptrolle im Stück Ballet of the Beast von Warren Etheredge im New Ohio Theatre in New York City zum Einsatz, wo man sie als Sterling sah. 1997 sah man sie zudem im Stück Arkadien von Tom Stoppard und unter der Regie von Robert Egan im Mark Taper Forum in Los Angeles. Noch während sie von 6. November 1997 bis 19. Januar 1998 in 76 Aufführungen und zehn Voraufführungen als Josie Hines im Broadway-Stück Proposals von Neil Simon und unter der Regie von Joe Mantello im Broadhurst Theatre zu sehen war, feierte sie auch ihren ersten größeren Durchbruch im Fernsehen.
Bereits zuvor war sie im Jahr 1997 mit dem Stück im Ahmanson Theatre in Los Angeles aufgetreten und dabei auch an der Uraufführung beteiligt. Die Shows in New York spielten in den knapp zweieinhalb Monaten 2,2 Millionen US-Dollar (inflationsbereinigt im Jahre 2016: knapp 3,3 Millionen US-Dollar) ein und hatten insgesamt etwas mehr als 51.000 Besucher, hinkten jedoch mit den Zuschauerzahlen weitgehend hinterher, weshalb die Aufführungen frühzeitig eingestellt wurden. Im Fernsehen kam Cryer, nachdem sie 1994 noch in George Hickenloopers Kurzfilm Some Folks Call It a Sling Blade, an der Seite von Billy Bob Thornton, Molly Ringwald, J. T. Walsh oder Jefferson Mays, mitwirkte, ab dem Jahr 1996 zu einer Reihe von Gast- und Kurzauftritten in Fernsehserien. Weitere Theaterauftritte in den 1990ern hatte sie unter anderem auch in Shakespeares Was ihr wollt im Yale Repertory Theatre bei ihrer Ausbildungsstätte an der Yale School of Drama im Jahre 1995, in Georges Feydeaus Der Floh im Ohr im Kalita Humphreys Theater des Dallas Theatre Center in Dallas, Texas, sowie von Oktober 1991 bis April 1992 im Musical Annie Get Your Gun am Westchester Broadway Theatre in Elmsford, New York.

### Durchbruch als Sitcom-Darstellerin
Dabei war sie 1996 in jeweils einer Episode von New York News – Jagd auf die Titelseite, Lifestories: Families in Crisis und Caroline in the City zu sehen und war, nach einer nicht unwesentlichen Rolle in einer Folge von Seinfeld, im Jahr 1997 im zweifach oscarnominierten Spielfilm Wag the Dog – Wenn der Schwanz mit dem Hund wedelt unter der Regie von Barry Levinson als Amy Cain im Einsatz. Nach einer Haupt- bzw. Nebenrolle in Geheimnisse der Nacht von Juliane Glantz im Jahr 1998 hatte sie im gleichen Jahr auch Auftritte in einer Episode der vorzeitig eingestellten Sitcom Conrad Bloom mit Schauspielern wie Mark Feuerstein, Lauren Graham, Jessica Stone, Paula Newsome, Steve Landesberg, Linda Lavin oder Ever Carradine, sowie im oscarprämierten Kurzfilm My Mother Dreams the Satan’s Disciples in New York aus der Feder von Rex Pickett und unter der Regie von Barbara Schock. Zu ihrem Durchbruch trug jedoch vor allem ihre Hauptrolle als Ashley Walker in der ABC-Sitcom Ein Trio zum Anbeißen bei, wo sie an der Seite von Ryan Reynolds, Richard Ruccolo, Traylor Howard oder Nathan Fillion in Erscheinung trat. Bis zum Serienende im Jahr 2001 nach vier Staffeln, war Cryer in 60 der insgesamt 81 Episoden im Einsatz.
Während dieser Zeit heiratete sie im Jahr 1999 und trat kurzzeitig auch unter dem Familiennamen ihres Gatten, mit dem sie heute drei Kinder hat, als Suzanne Rossell Lukeman in Erscheinung. Im Jahr 1999 sah man sie zudem in Friends & Lovers, einem romantischen Drama über eine Gruppe Menschen in ihren Zwanzigern auf einem Skiurlaub in Park City, Utah. An diesem Film wirkte unter anderem auch Claudia Schiffer in einer ihrer wenigen Filmrollen mit. In den Jahren 1999 und 2001 hatte sie des Weiteren Gastauftritte in zwei Episoden der ABC-Sitcom Irgendwie L.A. von Serienschöpfer Peter Mehlman. Auch in dieser Zeit verlegte sie ihren Wohnsitz nach Santa Monica und nutzte New Haven ausschließlich als Zweitwohnsitz. Ein Jahr später hatte sie zudem Wohnmöglichkeiten in Cambridge im US-Bundesstaat Massachusetts. In dieser Zeit wurde auch ein von ihr verfasster Leserbrief in der New York Times veröffentlicht. Des Weiteren war sie 2001 unter der Regie von David Warren in dessen Produktion von Die Nacht vor der Hochzeit von Philip Barry abermals auf der Hartford Stage in Hartford, Connecticut, zu sehen.

### Gast- und Kurzauftritte in den Folgejahren
In den nachfolgenden Jahren wurde es weitgehend ruhig um die Yale-Absolventin, die, nachdem sie im Dezember 2002 im Off-Broadway-Stück What Didn’t Happen von Christopher Shinn und unter der Regie von Michael Wilson im Duke on 42nd Street auftrat und dabei den Charakter der Emily spielte, in der Folgezeit ausschließlich Gast- und Kurzauftritte in diversen Fernsehserien hatte. In chronologischer Reihenfolge waren dies im Jahr 2002 ein Auftritt in einer Episode von Ein Witzbold namens Carey bzw. in ebenfalls einer Episode der kurzlebigen ABC-Sitcom I’m with Her von Chris Henchy und Marco Pennette, gefolgt von einer wiederkehrenden Rolle in zwei Folgen von Frasier 2002 bzw. im darauffolgenden Jahr 2003. Daraufhin kam sie zu Gastauftritten in je einer Folge von Dr. Vegas (2004), King of Queens (2005), Inconceivable (2005), Emergency Room – Die Notaufnahme (2005), Out of Practice – Doktor, Single sucht … (2005), The PTA (2006), Bones – Die Knochenjägerin (2006), CSI: Miami (2006) und Shark (2006). Im Jahr 2007 hatte sie daraufhin wieder eine Filmrolle inne, im bei Filmfestivals mehrfach preisgekrönten Independent-Kurzfilm The Happiest Day of His Life, einer Five Sisters Productions, mimte sie die Trauzeugin Cynthia. Weiters wurde sie 2007 für Gastrollen in je einer Episode von Desperate Housewives, Grey’s Anatomy, Veronica Mars und Criminal Minds gebucht. Ein Jahr später sah man sie auch in einer Episode der ABC-Krimiserie Women’s Murder Club, wo sie erneut auf Angie Harmon, Paula Newsome oder Ever Carradine traf, mit denen sie bereits davor zusammengearbeitet hatte.
Nachdem man sie im Jahr 2008 in einer Folge von Without a Trace – Spurlos verschwunden, sowie bei einem Kurzauftritt in Sex and the City – Der Film sah, und sie in diesem Jahr nach Los Angeles zog, wurde sie auch für einen wiederkehrenden Charakter in The Starter Wife – Alles auf Anfang mit Debra Messing gebucht. In der nach nur 16 Episoden in zwei Staffeln eingestellten USA-Network-Serie, war sie in vier Episoden als Talentscout und Agentin Jolie Driver zu sehen. Im nächsten Jahr folgten Auftritte in Serien wie Nip/Tuck – Schönheit hat ihren Preis oder Southland, wo sie in je einer Episode mitwirkte, sowie eine Sprechrolle in einer Folge von American Dad, und ein wiederkehrendes Engagement in der Showtime-Krimi-und-Dramaserie Dexter, in der sie zu Beginn der vierten Staffel in zwei Episoden die Rolle der zweifachen Mutter und des späteren Mordopfers Tarla Grant übernahm. Nach Auftritten in jeweils einer Folge von Medium – Nichts bleibt verborgen (2010), Big Love (2011), Drop Dead Diva (2011), CSI: Vegas (2011), Tripp’s Rockband (2011) und The Closer (2011) wurde sie ab 2011 auch wieder in Filmproduktionen eingesetzt. In Get the Gringo mit Mel Gibson, der auch als einer der Drehbuchautoren und einer der Produzenten des Action-Thrillers in Erscheinung trat, hatte sie jedoch nur eine unwesentliche Kleinrolle inne. In Lisanne Sartors Kurzfilm Six Letter Word aus dem gleichen Jahr trat sie unter anderem neben Rumer Willis, Josh Braaten und Rio Mangini in einer bereits etwas größeren Rolle auf, ehe sie ein Jahr später in Teen Beach Movie abermals in einer kleineren Nebenrolle zu sehen war. Weiters sah man Cryer in diesem Jahr in einer Gastrolle in einer Folge der abermals nur kurzlebigen ABC-Sitcom Family Tools, die nach nur zehn ausgestrahlten Episoden wieder eingestellt wurde.

### Comeback als Seriendarstellerin
Über ein Jahrzehnt nach ihrem Durchbruch konnte sie ab den Jahren 2014/15 wieder etwas an diese alten Erfolge anschließen und wurde wieder für diverse Hauptrollen gebucht oder übernahm wiederkehrende Charaktere in Fernsehserien. So zum Beispiel in zwei Episoden von Shameless, in der man sie als Frau von Kevin „Kev“ Ball, einem der Protagonisten, gespielt von Steve Howey, sah. Mit der HBO-Comedyserie Silicon Valley hatte sie daraufhin ab dem Jahr 2015 wieder ein Comeback als langfristig eingesetzte Schauspielerin. Ab der zweiten Staffel der Serie wurde sie in die Rolle der Laurie Bream gecastet, wo sie den Part des Charakters Peter Gregory übernahm, der einen Serientod sterben musste, nachdem der ihn darstellende Schauspieler Christopher Evan Welch am 2. Dezember 2013 seiner Krebserkrankung erlag. Parallel dazu hatte sie in einer Episode im Jahr 2013, sowie in zwei Episoden im Jahr 2015 Auftritte als Jenna Paul in der Serie The Fosters, die seit 2012 von Jennifer Lopez und deren Produktionsfirma Nuyorican Productions produziert wird. In der 2015 veröffentlichten Komödie Take It from Us unter der Regie von Emmy-Gewinnerin Gail Mancuso ist sie in der Nebenrolle der Barbara zu sehen. Weiters übernahm sie eine Rolle in J. J. Abrams’ Mystery-Thriller 10 Cloverfield Lane in den Haupt- und Nebenrollen mit Mary Elizabeth Winstead, John Goodman, John Gallagher Jr. und Bradley Cooper, der 2016 veröffentlicht wurde und bei dem Dan Trachtenberg sein Regiedebüt gab.

## Filmografie

### Filme
- 1992: Vaudeville (Kurzfilm)
- 1994: Some Folks Call It a Sling Blade (Kurzfilm)
- 1997: Wag the Dog – Wenn der Schwanz mit dem Hund wedelt (Wag the Dog)
- 1998: Geheimnisse der Nacht (Wilbur Falls)
- 1998: My Mother Dreams the Satan’s Disciples in New York (Kurzfilm)
- 1999: Friends & Lovers
- 2007: The Happiest Day of His Life
- 2008: Sex and the City – Der Film (Sex and the City: The Movie)
- 2012: Get the Gringo
- 2012: Six Letter Word (Kurzfilm)
- 2013: Teen Beach Movie
- 2015: Take It from Us
- 2016: 10 Cloverfield Lane
- 2018: The Cloverfield Paradox

### Serien
- 1992: Law & Order (1 Episode)
- 1995: New York News – Jagd auf die Titelseite (New York News, 1 Episode)
- 1996: Lifestories: Families in Crisis (1 Episode)
- 1996: Caroline in the City (1 Episode)
- 1997: Seinfeld (1 Episode)
- 1998: Conrad Bloom (1 Episode)
- 1998–2001: Ein Trio zum Anbeißen (Two Guys, a Girl and a Pizza Place, 60 Episoden)
- 1999–2001: Irgendwie L.A. (It’s Like, You Know …, 2 Episoden)
- 2002: Ein Witzbold namens Carey (The Drew Carey Show, 1 Episode)
- 2002–2003: Frasier (2 Episoden)
- 2003: I’m with Her (1 Episode)
- 2004: Dr. Vegas (1 Episode)
- 2005: King of Queens (The King of Queens, 1 Episode)
- 2005: Inconceivable (1 Episode)
- 2005: Emergency Room – Die Notaufnahme (ER, 1 Episode)
- 2005: Out of Practice – Doktor, Single sucht … (Out of Practice, 1 Episode)
- 2006: The PTA (1 Episode)
- 2006: Bones – Die Knochenjägerin (Bones, 1 Episode)
- 2006: CSI: Miami (1 Episode)
- 2006: Shark (1 Episode)
- 2007: Desperate Housewives (1 Episode)
- 2007: Grey’s Anatomy (1 Episode)
- 2007: Veronica Mars (1 Episode)
- 2007: Criminal Minds (1 Episode)
- 2008: Women’s Murder Club (1 Episode)
- 2008: Without a Trace – Spurlos verschwunden (Without a Trace, 1 Episode)
- 2008: The Starter Wife – Alles auf Anfang (The Starter Wife, 4 Episoden)
- 2009: Nip/Tuck – Schönheit hat ihren Preis (Nip/Tuck, 1 Episode)
- 2009: Southland (1 Episode)
- 2009: American Dad (Sprechrolle; 1 Episode)
- 2009: Dexter (2 Episoden)
- 2010: Medium – Nichts bleibt verborgen (Medium, 1 Episode)
- 2011: Big Love (1 Episode)
- 2011: Drop Dead Diva (1 Episode)
- 2011: CSI: Vegas (1 Episode)
- 2011: Tripp’s Rockband (I’m in the Band, 1 Episode)
- 2011: The Closer (1 Episode)
- 2013: Family Tools (1 Episode)
- 2013–2017: The Fosters (6 Episoden)
- 2014–2015: Shameless (2 Episoden)
- 2015–2019: Silicon Valley
- 2020: Hawaii Five-0 (1 Episode)
- 2024: Percy Jackson: Die Serie (Percy Jackson and the Olympians, 1 Episode)

## Theaterauftritte (Auswahl)
- 1990er: in Der Floh im Ohr von Georges Feydeau im Kalita Humphreys Theater des Dallas Theatre Center in Dallas, Texas
- Oktober 1991 bis April 1992: in Annie Get Your Gun von Irving Berlin, Dorothy Fields und Herbert Fields im Westchester Broadway Theatre in Elmsford, New York
- Sommer 1994: in Wie es euch gefällt von William Shakespeare beim Utah Shakespeare Festival in Cedar City, Utah, als Darstellerin der Rosalind
- Sommer 1994: in Richard III. von William Shakespeare beim Utah Shakespeare Festival in Cedar City, Utah, als Darstellerin der Anne
- 1995: in Was ihr wollt von William Shakespeare im Yale Repertory Theatre an der Yale School of Drama in New Haven, Connecticut
- 1995 bis 1996: in Die Nebenbuhler von Richard Brinsley Sheridan auf der Hartford Stage in Hartford, Connecticut
- nach 1995: in Don Juan auf der Center Stage in Baltimore, Massachusetts
- ab 1996: in Collected Stories im South Coast Repertory in Costa Mesa, Kalifornien, als Darstellerin der Lisa Morrison
- 1990er: in Ballet of the Beast von Warren Etheredge im New Ohio Theatre in New York City als Darstellerin der Sterling
- 1997: in Arkadien von Tom Stoppard und unter der Regie von Robert Egan im Mark Taper Forum in Los Angeles als Darstellerin der Chloe
- 1997: in Proposals von Neil Simon im Ahmanson Theatre in Los Angeles als Darstellerin der Josie Hines
- 6. November 1997 bis 19. Januar 1998: im Broadway-Stück Proposals von Neil Simon und unter der Regie von Joe Mantello im Broadhurst Theatre als Darstellerin der Josie Hines
- 2001: in Die Nacht vor der Hochzeit von Philip Barry und unter der Regie von David Warren auf der Hartford Stage in Hartford, Connecticut
- 10. Dezember 2002 bis 22. Dezember 2002: im Off-Broadway-Stück What Didn’t Happen von Christopher Shinn und unter der Regie von Michael Wilson im Duke on 42nd Street als Darstellerin der Emily